# Les Jepsen
Leslie Burnell "Les" Jepsen (Bowbells, Sjeverna Dakota, 24. lipnja 1967.) umirovljeni je američki profesionalni košarkaš. Igrao je na poziciji centra, a izabrali su ga Golden State Warriorsi u 2. krugu (28. ukupno) NBA drafta 1990. godine.

## Vanjske poveznice
- Profil  Arhivirana inačica izvorne stranice od 16. lipnja 2006. (Wayback Machine) na Basketball-Reference.com